# 阿达松猫蛛
阿达松猫蛛（学名：Peucetia akwadaensis）为猫蛛科松猫蛛属的动物。在中国大陆，分布于云南等地。